# Stenodynerus morawitzi
Stenodynerus morawitzi är en stekelart som beskrevs av Kurzenko 1977. Stenodynerus morawitzi ingår i släktet smalgetingar, och familjen Eumenidae. Inga underarter finns listade i Catalogue of Life.